# U-183
El submarí alemany U-183 va ser un submarí tipus IXC/40 de la Kriegsmarine de l'Alemanya nazi durant la Segona Guerra Mundial.
L'U-183 va formar part de la primera onada dels submarins Monsó, que van operar a l'oceà Índic des de bases japoneses a les Índies Orientals Neerlandeses i la Malàisia britànica, principalment Penang.

## Disseny
Els submarins alemanys Tipus IXC/40 eren lleugerament més grans que els Tipus IXC originals. L'U-183 tenia un desplaçament de 1.144 tones (1.126 tones llargues) quan era a la superfície i de 1.257 tones (1.237 tones llargues) mentre estava submergit. El submarí tenia una longitud total de 76,76 m (251 peus i 10 polzades), una longitud del casc a pressió de 58,75 m (192 peus i 9 polzades), una  mànega de 6,86 m (22 peus i 6 polzades), una alçada de 9,60 m (31 peus i 6 polzades) i un calat de 4,67 m (15 peus i 4 polzades). El submarí estava propulsat per dos motors dièsel MAN M 9 V 40/46 sobrealimentats de quatre temps i nou cilindres que produïen un total de 4.400 cavalls de potència (3.240 kW; 4.340 shp) per al seu ús en superfície, i dos motors elèctrics de doble acció Siemens-Schuckert 2 GU 345/34 que produïen un total de 1.000 cavalls de potència a l'eix (1.010 PS; 750 kW) per utilitzar-lo submergit. Tenia dos eixos i dues hèlixs d'1,92 m (6 peus). El vaixell era capaç d'operar a profunditats de fins a 230 metres (750 peus).
El submarí tenia una velocitat màxima en superfície de 18,3 nusos (33,9 km/h) i una velocitat màxima en submergir de 7,3 nusos (13,5 km/h). Quan estava submergit, el vaixell podia navegar durant 63 milles nàutiques (117 km) a 4 nusos (7,4 km/h); quan sortia a la superfície, podia recórrer 13.850 milles nàutiques (25.650 km) a 10 nusos (19 km/h).
L'U-183 estava equipat amb sis tubs de torpedes de 53,3 cm (21 polzades) (quatre instal·lats a la proa i dos a la popa), 22 torpedes, un canó naval SK C/32 de 10,5 cm (4,13 polzades), 180 projectils, així com un canó antiaeri un SK C/30 de 3,7 cm (1,5 polzades), i un C/30 de 2 cm (0,79 polzades). El vaixell tenia una tripulació de quaranta-vuit membres.

## Historial de servei
L'1 d'abril de 1942 es va col·locar la quilla de l'U-183a la drassana de DeSchiMAG AG Weser, Bremen, amb número de drassana 1023, sent un dels primers submarins IXC/40, una mica més ràpids i més grans que els de tipus IXC. Començà el seu servei a la 4a Flotilla d'U-Boot, una unitat d'entrenament, sent destinat primer a la 2a Flotilla i després a la 33a, ambdues destinades al front.
Després de servir a l'Altàntic, l'U-183 salpà de França el juliol de 1943, arribant a Penang el 27 d'octubre; i operà a la zona durant gairebé dos anys. Realitzà sis patrulles de guerra, torpedinant el març de 1944 el petroler British Loyalty que estava ancorat a la llacuna d'Addu a les Maldives. El petroler quedà malmès, però no va ser enfonsat.
L'U-183 va ser enfonsat el 23 d'abril de 1945, 15 dies abans de la rendició alemanya, pel submarí estatunidenc Besugo (SS-321) al mar de Java. Només va sobreviure un membre de la tripulació.
El novembre de 2013 es van trobar les restes d'un submarí, que podrien pertànyer a les de l'U-183 o a les de l'U-168.

### Llopades
L'U-183 va participar en tres llopades:
- Luchs (4-6 de febrer de 1942)
- Panther (7-11 d'octubre de 1942)
- Hartherz (3-7 de febrer de 1943)

### Comandants
- Kptlt. Heinrich Schäfer (1 d'abril de 1942 – 19 de novembre de 1943)
- Kptlt. Fritz Schneewind (20 de novembre de 1943 – 23 d'abril de 1945)

## Sumari d'atacs
| Data                  | Nom             | Nacionalitat | Tonatge (GRT) | Destí        |
| --------------------- | --------------- | ------------ | ------------- | ------------ |
| 3 de desembre de 1942 | Empire Dabchick | Regne Unit   | 6,089         | Enfonsat     |
| 11 de març de 1943    | Olancho         | Hondures     | 2,493         | Enfonsat     |
| 29 de febrer de 1944  | Palma           | Regne Unit   | 5,419         | Enfonsat     |
| 9 de març de 1944     | British Loyalty | Regne Unit   | 6,993         | Pèrdua total |
| 5 de juny de 1944     | Helen Moller    | Regne Unit   | 5,259         | Enfonsat     |